# تیم ملی فوتبال آنتیل هلند
تیم ملی فوتبال آنتیل هلند نمایندهٔ کشور آنتیل هلند در مسابقات بین‌المللی است که زیر نظر فدراسیون فوتبال آنتیل هلند فعالیت می‌کند.
اولین بازی رسمی این تیم در تاریخ ۲۳ ژوئیه ۱۹۳۴ میلادی در برابر تیم ملی فوتبال سورینام برگزار شده‌است.